# سکونسیا

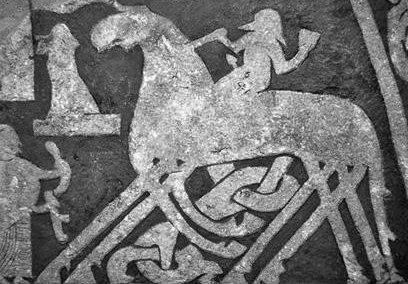
سکونسیا

سِکوِنسیا (Sequentia) ــ ویا بتلفظ دیگر: زِکوِنسیا ــ نام گروه موسیقی قرون وسطای اروپائی است که در سال ۱۹۷۷ میلادی در شهر کلن آلمان توسط خانم باربارا ثارنتان و آقای بنجامین بگبی تأسیس گردید. در سال ۲۰۰۲ میلادی اقامتگاه این گروه به شهر پاریس فرانسه منتقل شد.
قبل از آن، خانم ثارنتان و آقای بگبی در مدرسهٔ عالی موسیقی قرون وسطای اروپائی بازل سوئیس بنام Schola Cantorum Basiliensis شاگردان اعضای گروه موسیقی قرون وسطی بنام Studio der frühen Musik (استودیوی موسیقی عتیقی مقیم مونیخ آلمان) بودند که به تحقیقات طرز و روش سنن زندهٔ نواختن ساز و خواندن آواز در موسیقی سنتی شرق زمین و شمال آفریقا نیز پرداخته بودند به مقصود اینکه از همین فنون اجرائی و عملی در موسیقی قدیم اروپائی استفاده کنند. در دههٔ ۱۹۷۰ میلادی اساتید و شاگردان آن دانشکده نیز به سرزمین‌های گوناگون خاورمیانه و شمال آفریقا مسافرت کرده و در این ضمن هم در شهرهای تهران و شیراز کنسرت دادند.
گروه سکونسیا از نتایج این تجارب بهره برداشته و سبکی بسیار مشخص پیدا کردند که تأثیر آن در صحنهٔ موسیقی قرون وسطای اروپائی امروزی شنیدنی است.

## برنامه‌ها و اجراهای صحنه‌ای برگزیدهٔ گروه موسیقی سکونسیا
ضمن کنسرت‌های گوناگون گروه سکونسیا هم نمایشی چند را با همکاری رادیو کلن (Westdeutscher Rundfunk) روی صحنه تشکیل دادند.
در اوایل دههٔ ۱۹۸۰ میلادی اولین نمایشی که بکوشش گروه سکونسیا تشکیل یافت نمایشنامهٔ عرفانی تمثیلی «اردو ویرتوتوم» (Ordo virtutum ــ به فارسی: «ترتیب نیروهای اخلاقی») بود که در عید میلاد حضرت مسیح همان سال بوسیلهٔ سیمای آلمانی پخش شد. مؤلف آن حضرت هیلدگارد بینگنی حکیمه و عارفهٔ مشهور آلمانی و معاصرهٔ امام غزالی بود.
در سال ۱۹۹۲ میلادی نمایش دوم گروه سکونسیا بنام «عزاداری حضرت مریم در بُردسهُلم» (بآلمانی Bordesholmer Marienklage) به عنوان نمایشنامه در کلیسای جامع شهر کسانتن (Xanten) که نزدیک کلن قرار دارد تشکیل شد.
گروه سکونسیا در سال ۱۹۹۵ قسمت هائی از اساطیر قدیم جزیرهٔ ایسلند بنام «اِدا ـ اساطیر ایسلندی قرون وسطی» در لوکزامبورگ به صحنه آورده و در سال ۱۹۹۸ بار دیگر نمایشنامهٔ «ترتیب نیروهای اخلاقی» هیلدگرد بینگنی را به شکل مختلف در کلیسای حضرت اورزولای شهر کلن تشکیل دادند.
گروه سکونسیا نیز به خواندن افسانه‌های اساطیری باستانی شمال اروپا می‌پردازند و آقای بگبی خود را با ساز نوع چنگ باستانی همراهی می‌کند و آن اساطیر باستانی را بدین طور به زندگی برمی‌گرداند.

## همکاری‌های علمی و فرهنگی
گروه سکونسیا در رشته‌های تاریخ و فلسفه و حکمت و اوضاع مذهبی دوران قرون وسطی توأم با زبان‌های گوناگون قدیم اروپا با دانشمندان و متخصصین بین‌المللی همکاری نموده‌اند. همچنین تحت حمایت انستیتوی گوته مؤسسهٔ فرهنگی آلمان مسافرتهای کنسرتی گوناگون در سراسر جهان برگزار شدند.

## جوایز موسیقی
چند تا جائزهٔ موسیقی بین‌المللی برای ضبط‌های گوناگون بدست گروه سکونسیا رسیده‌است.

## فهرست آثار ضبط و انتشار شده و سایر اطلاعات
لطفاً به این وبگاه‌ها نگاه کنید:
- https://de.wikipedia.org/wiki/Sequentia#Diskografie
- http://www.sequentia.org
- http://www.bagbybeowulf.com